# پائولینا گالوس (هنرپیشه)
پائولینا گالوس (اسپانیایی: Paulina Gálvez‎؛ زادهٔ ۱۴ سپتامبر ۱۹۶۹) بازیگر اهل شیلی-اسپانیا است.
از فیلم‌ها یا برنامه‌های تلویزیونی که وی در آنها نقش داشته‌است می‌توان به شهبانوی شمشیرها، پاکسازی، راهبه، آپارتمان اسپانیایی، جاده ناامیدی و روتوایلر اشاره کرد.